# Pump Up the Volume (film)
Pump up the Volume är en amerikansk dramakomedi från 1990. Filmen är skriven och regisserad av Allan Moyle och huvudrollerna spelas av Christian Slater, Scott Paulin, Ellen Greene och Samantha Mathis.

## Handling
Mark Hunter (Christian Slater) är en nyinflyttad tonåring i den fiktiva förorten Paradise Hills i Arizona, USA. Han vantrivs, har svårt att hitta kompisar, är blyg och känslig och för en anonym tillvaro på den High School där han studerar.
Mark är dock intellektuell och mycket begåvad, inte minst verbalt, och han tillbringar kvällarna med att sända piratradio från sitt rum i källaren i huset där han bor med sina föräldrar. Under dessa piratradiosändningar håller han långa improviserade monologer där han diskuterar lite vad som faller honom in, ofta kring ämnen som bland ordentliga amerikanska medelklassungdomar är halvt om halvt tabu: sex, onani, droger, ifrågasättande av vuxna, utbildningssystemet och auktoriteter i största allmänhet. Han spelar också musik, ofta kontroversiell sådan med grupper som Beastie Boys, Descendents m. fl. Han ringer dessutom upp lyssnare under sändningarna som ett svar på brev som de skickat till honom via en anonym postbox.
En av de som regelbundet skriver till honom är Nora Diniro (Samantha Mathis) som är en trogen lyssnare och fascinerad av den karismatiske radioprataren, trots att ingen vet vem han är. De har heller aldrig talat direkt med varandra eftersom Nora hittills inte vågat lämna ut sitt telefonnummer.
Ungdomarna i den sömniga amerikanska småstaden börjar lyssna på piratradiostationen och ryktet om sändningarna sprider sig snabbt. Utan att det egentligen varit hans avsikt har Mark, eller Happy Harry Hard-on som han kallar sig när han sänder radio, plötsligt byggt upp en stor lyssnarkrets, inte minst bland eleverna på den skola där han själv går.
Praktiskt taget alla elever på skolan lyssnar på radiostationen och ungdomarna identifierar sig starkt med stationens inriktning och budskap. Hard Harry har blivit ett språkrör för sin generation.
Till vardags är han dock fortfarande helt anonym och det är ingen som anar att det är blyge Mark som är den populäre radioprataren. Eleverna på hans skola kan bara gissa att Hard Harry troligen själv är elev på skolan.
Problem uppstår dock snart då Mark, i sin iver att kritisera skolan som han vantrivs på, börjar snoka bland konfidentiella handlingar som hans pappa (som ironiskt nog är s.k. "School Commissioner" för delstaten Arizona) förvarar i hemmet. Mark upptäcker en rad märkliga omständigheter kring bl.a. skolans senaste relegeringar. Han börjar därefter under sina radiosändningar föra en kampanj mot skolans ledning. När Hard Harry sedan dessutom blir felaktigt anklagad för att ha uppmuntrat en deprimerad elev på skolan till att begå självmord, höjs allt högre röster för att myndigheterna skall ingripa mot den för skolledningen alltmer besvärande radioprataren.
I samma veva inser Nora Diniro att det är Mark som är Hard Harry, men hon väljer att inte sätta dit honom utan tar istället kontakt med honom. Efter en viss tvekan från Marks sida övervinner han sin blyghet och de inleder ett kärleksförhållande.
Situationen på deras skola blir dock alltmer tillspetsad med en allmän upprorsstämning bland eleverna, en situation som skolledningen påstår är kraftigt underblåst av Hard Harrys provokativa radiosändningar. Läget är spänt, flera mindre incidenter inträffar och många elever relegeras, däribland Nora Diniro själv.
När sedan polis och federala myndigheter kallas in för att stoppa radiosändningarna ser det mörkt ut för Hard Harry, även om Mark med hjälp av list lyckas undgå att åka fast vid ett par tillfällen. Han beslutar sig dock för att, med Noras hjälp, göra en sista radiosändning trots att det innebär en uppenbar risk för att bli avslöjad. Han monterar radiosändare och antenn på en Jeep (som Nora kör) och tillsammans genomför de en sista ambulerande sändning där Mark uppmanar alla lyssnare att ta vid där han själv nu slutar, att de skall starta egna piratradiostationer, föra ut sina åsikter och fortsätta kommunicera och diskutera med varandra.
Via radiopejling lyckas myndigheterna snabbt spåra Mark och Nora och de grips efter en kort biljakt. Men skolledningen blir i samma veva avslöjad för omfattande fusk och bedrägeri, mycket tack vare Marks efterforskningar.
Filmen slutar med att ett stort antal nya piratradiostationer börjar sända. Hard Harry är borta, men arvet efter honom lever vidare.

## Om filmen
Filmen hade premiär på bio 1990 men blev ingen större succé. Den har dock fått en viss renässans efter att den kommit ut på VHS och DVD. Den har visats på svensk TV vid ett par tillfällen. Samantha Mathis hade sin första stora roll som Nora Diniro.
Filmen berör tidstypiska High School-relaterade frågor som tonårsångest, självmord, ungdomskärlek, uppror, mobbning etc.

## Rollista i urval
- Christian Slater - Mark Hunter
- Samantha Mathis - Nora De Niro
- Mimi Kennedy - Marla Hunter
- Scott Paulin - Brian Hunter
- Cheryl Pollak - Paige Woodward
- Annie Ross - rektor Loretta Creswood
- Ahmet Zappa - Jaime
- Billy Morrissette - Mazz Mazzilli
- Seth Green - Joey
- Robert Schenkkan - David Deaver, studievägledare
- Ellen Greene - Jan Emerson
- Andy Romano - Mr. Murdock
- Anthony Lucero - Malcolm Kaiser
- Lala Sloatman - Janie